# Буфотенин
Буфотенин (англ. Bufotenin или Bufotenine), 5-HO-DMT, вещество класса триптаминов. Структурно схож с серотонином — важным нейротрансмиттером головного мозга млекопитающих. Представляет собой алкалоид, обнаруживаемый в коже некоторых жаб, в некоторых видах грибов, и других растениях и животных. Термин буфотенин происходит от названия рода жаб Буфо (лат. Bufo), таких, как колорадская жаба и тростниковая жаба.
Буфотенин родственен таким веществам-алкалоидам, как псилоцин, диметилтриптамин и 5-MeO-DMT.

## Использование в качестве энтеогена
Буфотенин содержится в семенах Anadenanthera peregrina, из которого аборигены Перу и Гаити изготавливают порошок, называемый «йопо». Данный порошок употребляется ими интраназально при религиозных церемониях и для колдовства.

## Доза
В исследованиях известного этноботаника Джонатана Отта доза буфотенина, вызывающая психоделический эффект, варьируется от 5 до 100 мг, в зависимости от способа введения.
2 мг вещества вызывает лишь лёгкие соматические нарушения. До 16 мг вещества при быстром введении вызывают более серьёзные соматические расстройства, а именно тошноту и рвоту, мидриаз, нистагм, незначительно повышение пульса и артериального давления. Кроме того, при такой дозировке происходят перцептивные изменения, изменяется чувство времени и пространства, появляются лёгкие зрительные галлюцинации, становится трудно выражать мысли.

## Влияние на больных шизофренией
Согласно исследованиям Тёрнера и Мерлиса, буфотенин у больных шизофренией вызывает кратковременное усиление замкнутости и небольшие соматические нарушения.